# Gölhisar
Gölhisar es una villa y un distrito de la provincia de Burdur en Turquía.

## Historia
Cibira ciudad griega de Kibyra en la región de Frigia, para los romanos Cybira Magna fue ciudad capital del distrito de Cibiratis.
Fundada supuestamente por los descendientes de los lidios, según Estrabón, de los que pasó a los cabalos. Reconstruida  por los pisidios, la ciudad se cambió de lugar ocupando un territorio entre Pisidia, Licia y Perea (en la Caria) y se federó con las ciudades de Bubon, Balbura y Oenanda dando lugar a un territorio que pasó a llamarse Tetrápolis Cibirática con un voto por cada ciudad y dos para Cibira.
Fue gobernada siempre por tiranos, pero en general moderados. El último tirano Moagetes, hijo de Páncrato, fue derrocado por el pretor romano Lucio Licinio Murena en 84 a. C. y Cibira (con 25 ciudades) fue incorporada a Frigia y el resto del territorio a Licia y fue cabeza de un convento jurídico. Durante el dominio romano se llamó Cesarea Cibira. Posteriormente recibió el nombre de Horzoom (Horzum).
Tiene bastantes ruinas antiguas, incluidos un teatro, algunos templos, un estadio, un arco de triunfo y otros edificios, pero no conserva las murallas.